# Qliner-net Zuid-Holland Noord

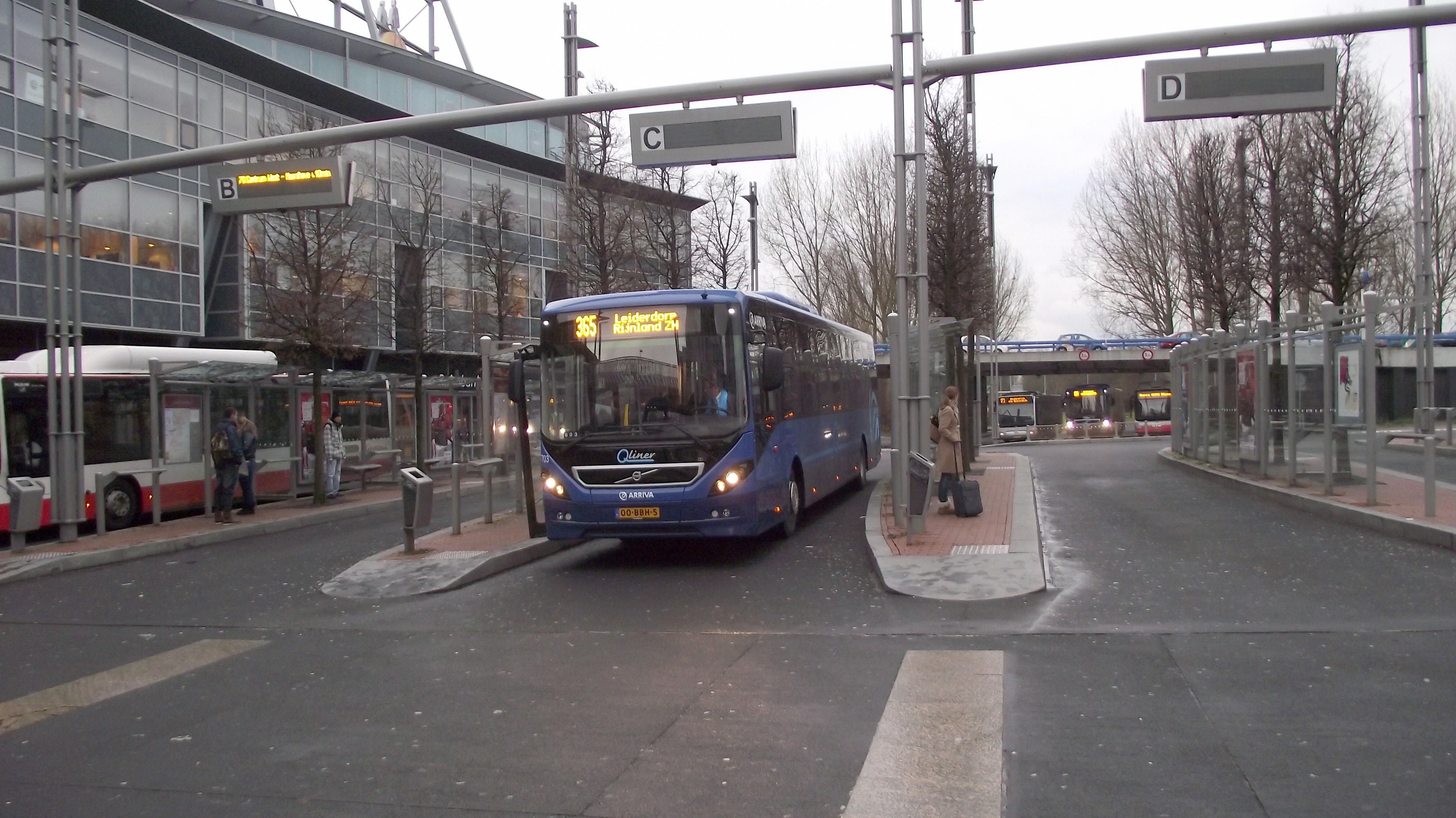
Qliner 365 die vertrekt vanaf Zoetermeer Centrum West

Het Qliner-net Zuid-Holland Noord waren de snellijnen van de concessie Zuid-Holland Noord die in de Qliner stijl reden.

## Geschiedenis

### Connexxion-Interliner
Het Qliner-net was een voortzetting uit het netwerk van Connexxion-Interliners, dat Connexxion tot 8 december 2012 exploiteerde. Deze lijnen liepen, op lijn 370 tussen Alphen aan den Rijn en Schiphol na, allemaal naar Den Haag. De lijnen 88, 89 en 95 liepen via het Transferium 't Schouw A44, alwaar een overstap geboden kon worden vanuit en naar Leiden en de Duinstreek. In de dienstregeling 2012 exploiteerde Connexxion de volgende Interliners:
| Lijn | Route                                                           | Via | Bijzonderheden |
| ---- | --------------------------------------------------------------- | --- | -------------- |
| 88   | Den Haag, Centraal Station - Oegstgeest, Simon Vestdijklaan     | Wassenaar (Kerkehout, Deijleroord), Transferium A44, Haaswijklaan |                |
| 89   | Den Haag, Centraal Station - Lisse, Keukenhofdreef              | Wassenaar (Kerkehout, Deijleroord), Transferium A44, Sassenheim |                |
| 95   | Den Haag, Centraal Station - Noordwijk, Van Panhuysstraat       | Wassenaar (Kerkehout, Deijleroord), Transferium A44, Valkenburg ( ), Katwijk aan den Rijn, Katwijk (Raadhuis), Pickeplein |                |
| 370  | Alphen aan den Rijn, Station - Schiphol Centrum, Plaza          | Woubrugge, Rijnsaterwoude, Leimuiden, Hoofddorp, De Hoek |                |
| 380  | Den Haag, Centraal Station - Alphen aan den Rijn, Station       | Voorburg, Zoetermeer (Station, Siemens, W. von Siemensstraat), Kruisweg, Hazerswoude, Hazerswoude-Rijndijk, Amerikalaan, Europaweg |                |
| 381  | Den Haag, Centraal Station - Alphen aan den Rijn, Station       | Voorburg, Zoetermeer (Station, Siemens, W. von Siemensstraat), Kruisweg, Hazerswoude, Hazerswoude-Rijndijk, Avifauna, Het oude Ambacht |                |
| 382  | Den Haag, Centraal Station - Boskoop, Station                   | Voorburg, Zoetermeer (Station), Waddinxveen (P+R , Zuidplascentrum, Beethovenlaan), Snijdelwijklaan |                |
| 383  | Den Haag, Centraal Station - Krimpen aan den IJssel, Busstation | Voorburg, Zoetermeer (Station, Siemens, W. von Siemensstraat), Kruisweg, Moerkapelle, Zevenhuizen, Rotterdam (Brandingdijk, Metro Nesselande), Nieuwerkerk aan den IJssel (Zilvermos, Reigerhof, Station), Capelle aan den IJssel (Schermerhoek, Metro De Terp, Metro Centrum) |                |

Met uitzondering van lijn 95 en 370 reden deze lijnen alleen doordeweeks.

### Arriva
Sinds 9 december 2012 zijn alle voormalige Interliners, uitgezonderd de opgeheven lijn 89 naar Lisse, omgezet in Qliners. Hiernaast werden enkele wijzigingen doorgevoerd: 
- De lijnen 88 en 95 zijn hernummerd naar respectievelijk 386 en 385. Hierdoor hebben alle snellijnen naar Den Haag Centraal een nummer in de 38x-reeks.
- De lijnen 380, 381, 382 en 383 zijn veranderd in spitslijnen, in verband met een zeer geringe vervoersvraag in de daluren op deze trajecten.
- Lijn 370 is veranderd in een 24-uursdienst.

Bij de komst van Arriva zijn ook twee 'nieuwe' Qliners opgezet: lijn 361 en lijn 365.
- Lijn 361 is ontstaan na de koppeling van de voormalige lijnen 59 (Noordwijk - Sassenheim) en 61 (Sassenheim - Lisse - Schiphol). De beide lijnen reden in de dienstregeling 2012 tweemaal per uur.
- Lijn 365 is ontstaan uit de koppeling van de voormalige lijnen 206 (Zoetermeer - Leiden) en 256 (Leiden - Schiphol). Op het lijndeel van de voormalige lijn 256 zijn ook enkele trajectdelen van de Leidse stadsdienst overgenomen. Lijn 206 reed voor de omzetting naar Qliner als sneldienst met verhoogde frequentie, in de ochtendspits tot iedere vijf minuten, lijn 256 reed in 2012 tweemaal per uur.

Met het ingaan van de dienstregeling 2013 is lijn 365 in opzet gewijzigd. Waar voorheen de meeste ritten Zoetermeer - Leiden na Leiden CS doorreden naar Leiderdorp, werden voortaan de meeste ritten geknipt op Leiden CS, waardoor in feite vier aparte lijnen ontstonden, allemaal onder het lijnnummer 365:
- Schiphol - Leiden CS
- Leiderdorp - Leiden CS
- Leiderdorp - Leiden CS - Zoeterwoude - Zoetermeer
- Leiden CS - Zoetermeer

| Lijn   | Route                                                     | Via | Bijzonderheden                                                                                   |
| Qliner | Qliner                                                    | Qliner | Qliner                                                                                           |
| ------ | --------------------------------------------------------- | --- | ------------------------------------------------------------------------------------------------ |
| 361    | Sassenheim, Station - Schiphol, Airport                   | Lisse, Hillegom, Hoofddorp (Brugrestaurant A4), De Hoek | Gekoppeld aan lijn 385. Reed voor 11 december 2016 door naar Noordwijk Picképlein.               |
| 365    | Leiden, Centraal Station - Schiphol, Airport              | Leiderdorp, Roelofarendsveen, Weteringbrug, Hoofddorp (Brugrestaurant A4), De Hoek |                                                                                                  |
| 382    | Den Haag, Centraal Station - Waddinxveen, Station         | Voorburg, Zoetermeer (Station) | Reed alleen in de spits. 's Ochtends richting Den Haag, 's middags richting Waddinxveen.         |
| 383    | Den Haag, Centraal Station - Rotterdam, Capelsebrug       | Voorburg, Zoetermeer (Station, Station Lansingerland-Zoetermeer), Kruisweg, Moerkapelle, Zevenhuizen, Rotterdam (Brandingdijk, Metro Nesselande), Nieuwerkerk aan den IJssel (Zilvermos, Reigerhof, Station), Capelle aan den IJssel (Schermerhoek, Metro De Terp, Metro Centrum) | Reed 's avonds en in het weekend alleen tussen Rotterdam Nesselande en Lansingerland-Zoetermeer. |
| 384    | Den Haag, Centraal Station - Waddinxveen, Station         | Voorburg, Zoetermeer (Station, Station Lansingerland-Zoetermeer), Bleiswijk, Moerkapelle, Zevenhuizen | Reed alleen in de spits. 's Ochtends richting Waddinxveen, 's middags richting Den Haag.         |
| 385    | Den Haag, Centraal Station - Sassenheim, Station          | Wassenaar (Kerkehout, Deijleroord), Valkenburg ( ), Katwijk aan den Rijn, Katwijk (Gemeentehuis), Noordwijk, Voorhout | Gekoppeld aan lijn 361. Reed voor 11 december 2016 tot Noordwijk Picképlein.                     |
| 386    | Den Haag, Centraal Station - Gouda, Station               | Voorburg, Zoetermeer (Station, Station Lansingerland-Zoetermeer), Bleiswijk, Moerkapelle, Zevenhuizen, Waddinxveen | Reed alleen in de spits. 's Ochtends richting Gouda, 's middags richting Den Haag.               |
| R-net  |                                                           | |                                                                                                  |
| 400    | Zoetermeer, Centrum West - Leiden, Centraal Station       | Stompwijk, Zoeterwoude-Dorp, Station Lammenschans |                                                                                                  |
| 410    | Leiden, Centraal Station - Leiderdorp, Alrijne Ziekenhuis | |                                                                                                  |
| 430    | Leiden, Centraal Station – Noordwijk, ESA ESTEC           | Valkenburg, Katwijk aan den Rijn, Katwijk |                                                                                                  |
| 431    | Leiden, Centraal Station – Katwijk, Boulevard-Zuid        | Valkenburg, Katwijk aan den Rijn |                                                                                                  |
| 432    | Leiden, Centraal Station → Noordwijk, ESA ESTEC           | Valkenburg, Katwijk aan den Rijn, Katwijk | Reed alleen in de ochtendspits.                                                                  |
| 470    | Alphen aan den Rijn, Station - Schiphol, Airport          | Woubrugge, Rijnsaterwoude, Leimuiden, De Hoek |                                                                                                  |
| 497    | Gouda, Station - Schoonhoven, Centrum/Veer                | Stolwijk, Bergambacht, Ammerstol |                                                                                                  |
| 870    | Alphen aan den Rijn, Station - Schiphol, Airport          | Woubrugge, Rijnsaterwoude, Leimuiden, Hoofddorp (Brugrestaurant A4), De Hoek | Nachtversie van lijn 470.                                                                        |

### Frequenties
Ondanks het feit dat de verschillende lijnen dezelfde productnaam hadden, waren er veel verschillen in de frequenties.

#### Qliner
Deze lijnen maakten deel uit van het Qliner-net in Zuid-Holland Noord. In de onderstaande tabel staan de frequenties van de verschillende lijnen:
| Lijn | Traject                          | Spits    | Spits (vakantie) | Dal    | Dal (vakantie) | Avond    | Zaterdag | Zondag   |
| ---- | -------------------------------- | -------- | ---------------- | ------ | -------------- | -------- | -------- | -------- |
| 361  | Sassenheim - Schiphol            | 2x/uur   | 2x/uur           | 2x/uur | 2x/uur         | 1-2x/uur | 1x/uur   | 1x/uur   |
| 365  | Leiden - Schiphol                | 2-4x/uur | 2x/uur           | 2x/uur | 2x/uur         | 1x/uur   | 1x/uur   | 1x/uur   |
| 382  | Den Haag - Waddinxveen           | 0-2x/uur | 0-2x/uur         | -      | -              | -        | -        | -        |
| 383  | Den Haag - Rotterdam Capelsebrug | 1-2x/uur | 1-2x/uur         | 1x/uur | 1x/uur         | 0-1x/uur | 0-1x/uur | 0-1x/uur |
| 384  | Den Haag - Waddinxveen           | 0-2x/uur | 0-2x/uur         | -      | -              | -        | -        | -        |
| 385  | Den Haag - Noordwijk             | 2-4x/uur | 2-4x/uur         | 2x/uur | 2x/uur         | 1x/uur   | 1x/uur   | 1x/uur   |
| 386  | Den Haag - Gouda                 | 0-2x/uur | 0-2x/uur         | -      | -              | -        | -        | -        |

#### R-net
De volgende lijnen maakten onderdeel uit van het R-net in Zuid-Holland Noord. In de onderstaande tabel staan de frequenties van de verschillende lijnen:
| Lijn | Traject                                | Spits      | Spits (vakantie) | Dal    | Dal (vakantie) | Avond    | Avond (vakantie) | Zaterdag | Zaterdag (vakantie) | Zondag | Nacht  |
| ---- | -------------------------------------- | ---------- | ---------------- | ------ | -------------- | -------- | ---------------- | -------- | ------------------- | ------ | ------ |
| 400  | Zoetermeer - Leiden                    | 10-12x/uur | 6x/uur           | 6x/uur | 4x/uur         | 2-4x/uur | 2-4x/uur         | 2-4x/uur | 2-4x/uur            | 2x/uur | -      |
| 410  | Leiden - Leidendorp Alrijne Ziekenhuis | 4x/uur     | 4x/uur           | 3x/uur | 3x/uur         | 2x/uur   | 2x/uur           | 2x/uur   | 2x/uur              | 2x/uur | -      |
| 430  | Leiden - Noordwijk ESA ESTEC           | 0-6x/uur   | 3x/uur           | 3x/uur | 2x/uur         | 2-3x/uur | 2-3x/uur         | 2x/uur   | 2x/uur              | 2x/uur | -      |
| 431  | Leiden - Katwijk                       | 6x/uur     | 3x/uur           | 3x/uur | 4x/uur         | 2-3x/uur | 3x/uur           | 2x/uur   | 4x/uur              | 2x/uur | -      |
| 432  | Leiden → Noordwijk ESA ESTEC           | 6x/uur     | -                | -      | -              | -        | -                | -        | -                   | -      | -      |
| 470  | Alphen a/d Rijn - Schiphol             | 4-6x/uur   | 4x/uur           | 4x/uur | 4x/uur         | 2x/uur   | 2x/uur           | 2x/uur   | 2x/uur              | 2x/uur | -      |
| 497  | Gouda - Schoonhoven                    | 4-7x/uur   | 4x/uur           | 4x/uur | 4x/uur         | 2x/uur   | 2x/uur           | 2x/uur   | 2x/uur              | 2x/uur | -      |
| 870  | Alphen a/d Rijn - Schiphol             | -          | -                | -      | -              | -        | -                | -        | -                   | -      | 1x/uur |

### Materieel
Er werd gereden met de Volvo 8900 met lengtes van 13 en 14.7 meters. De Volvo 8900 was de opvolger van de Volvo 8700.
Deze bussen waren qua comfort te vergelijken met de Volvo 8700 bussen die voorheen door Connexxion werden ingezet. De Volvo 8900 was echter voorzien van USB-aansluitingen om elektrische apparaten mee op te laden, een persoonlijk klaptafeltje, gratis internet via Wi-Fi en individuele full airconditioning.

## Einde van de Qliner in Zuid-Holland Noord
Het Qliner-net was de voorloper van het HOV-net Zuid-Holland Noord. Dit HOV-net ging rijden met bussen in de R-net huisstijl. Buslijn 365 tussen Leiden Centraal en Zoetermeer Centrum West werd vanaf 14 december 2014 als eerste buslijn van Zuid-Holland onder de formule R-net gaan rijden met lijnnummer 400. Met ingang van 10 december 2017 werden er nog eens twee Qliners en een gewone streeklijn omgezet naar R-net lijnen (366 → 410, 370 → 470, 197 → 497). Op 9 mei 2021 volgden nog drie gewone streeklijnen op het traject Leiden - Katwijk/Noordwijk (30 → 430, 31 → 431, 230 → 432). De overige Qliners werd per 15 december 2024 omgezet naar snelBuzz.